# Illuminati (konspirationsteorier)
 For alternative betydninger, se Illuminati. (Se også artikler, som begynder med Illuminati)
Illuminati var et hemmeligt selskab, der i nyere tid har dannet baggrund for flere konspirationsteorier. Illuminati blev oprindeligt dannet i 1776 og officielt opløst i 1784. På grund af usikkerheden omkring det egentlige formål med selskabet, dannedes der sig snart rygter om, at selskabet aldrig var forsvundet og stadig havde stor indflydelse på eftertiden. 
I 1880'erne dannedes to selskaber, der begge kaldte sig Illuminati. Det ene i Paris, det andet i München. Det tyske selskab blev senere til den tyske del af det teosofiske selskab. Adam Weishaupt og det oprindelige Illuminati blev også inkluderet i mytologien, der blev opbygget af de mange okkulte selskaber, der opstod i kølvandet på den spiritistiske modedille, der florerede i slutningen af 1800-tallet og i begyndelsen af 1900-tallet. 
I USA i 1950'erne opstod idéen om, at Illuminati havde infiltreret verdens regeringer og økonomi, og at de stod bag kulisserne ved alle større hændelser . I starten var det kun enkelte dedikerede personer, som prøvede at formidle denne teori ved hjælp af kassettebånd og hjemmelavede nyhedsbreve. 
Men i kølvandet på 1960'ernes ungdomsoprør og hippietiden, hvor blandingen af psykedeliske stoffer og alternative livsformer skabte grobund for konspirationsteorier[kilde mangler] og new age livssyn, blev idéen udbredt til en større gruppe. Ikke mindst i 1975 ved fremkomsten af Illuminatus!-trilogien af Robert Anton Wilson og Robert Shea, der beskriver samtlige konspirationsteorier og fører dem alle tilbage til det hemmelige selskab Illuminati (se f.eks. Celines love). Bogen er en roman og lægger ikke skjul på at indholdet er opdigtet, men har alligevel formået at videreføre de teorier den egentlig gør grin med. 
Med fremkomsten af new age fænomenet, og dens søgen i alle slags eksotiske trossystemer, videreførtes mange af de tanker som hippietiden havde, heriblandt Illuminati-teorierne .